# Ryjówka aksamitna
Ryjówka aksamitna (Sorex araneus) – gatunek małego ssaka z rodziny ryjówkowatych.

## Wygląd
Długość ciała tego zwierzęcia wynosi 6,5–8 cm, a ogona około 4 cm. Ryjówka aksamitna waży 5–12 g. Kolor sierści zmienia się zależnie od sezonu: zimą ma barwę prawie czarną, a latem brunatno-szaro-kasztanową. Jej okrągłe uszy ledwie wystają z futerka. Ma wydłużony, spiczasty ryjek i ogon o krótkim włosie.

## Występowanie i środowisko
Ryjówka aksamitna występuje w Środkowej i Wschodniej Europie (na terenie Francji, Włoch i Hiszpanii istnieją izolowane populacje), Skandynawii, na Wyspach Brytyjskich i we wschodniej Syberii. W Polsce należy do najpospolitszych ssaków i jest spotykana w całym kraju, tak na nizinach, jak i w górach.
Żyje w różnych środowiskach: w ogrodach, lasach liściastych i mieszanych, na zakrzewionych łąkach. Gniazda buduje pod ziemią, pod gęstą roślinnością lub przy próchniejących pniach.

## Tryb życia
Są aktywne w dzień i w nocy. Czas dzielą między dwie zasadnicze czynności – zdobywanie pokarmu i odpoczynek. W zależności od ilości pokarmu ryjówki aktywnie żerują od 15 minut do godziny, a potem tyle samo odpoczywają. Pokarmu szukają w liściastej ściółce i w górnych warstwach ziemi. Potrafią dobrze pływać. Wykopują sobie gniazda, lub zajmują opuszczone nory. Ryjówka ustala swoje terytorium o promieniu 370–630 metrów od gniazda.

## Pokarm
Żywi się owadami, pająkami, ślimakami, a także padliną. Ryjówka aksamitna jest bardzo żarłocznym zwierzęciem, żeruje całą dobę i zjada w tym czasie pokarm o masie 80–90% ciężaru jej ciała, jedząc co 2–3 godziny. Bez pożywienia ginie w ciągu 10 godzin. Z uwagi na zbyt niską masę ciała (niskie rezerwy tłuszczu) ryjówka aksamitna nie zapada w sen zimowy. Ryjówka aksamitna jest obok rzęsorka rzeczka i rzęsorka mniejszego trzecim polskim jadowitym ssakiem. Zawarte w jej ślinie toksyny powodują hemolizę erytrocytów żab z rodzaju Pelophylax, co prawdopodobnie ułatwia ryjówce polowanie na większą zdobycz.

## Rozmnażanie i rozwój
W okresie rozrodczym (od września do stycznia) samce podejmują wyprawy również poza swoje terytorium w celu znalezienia partnerki. Ciąża ryjówki trwa 19–21 dni. 5-9 ślepych młodych przychodzi na świat w gnieździe miękko wysłanym mchem i liśćmi. W chwili urodzenia ważą tylko ok. 1 g. Ich naga skóra jest tak cienka, że widać prześwitujące przez nią narządy wewnętrzne. Ryjówki aksamitne otwierają oczy w 18 dniu życia. Ssą matkę przez 3 tygodnie, po czym stają się samodzielne.

## Ochrona i zagrożenia
Na ryjówki polują głównie ptaki drapieżne i sowy. Ryjówki aksamitne mają po bokach ciała i u nasady ogona gruczoły produkujące wydzielinę niesmaczną i śmierdzącą piżmem. Czyni ona ryjówkę niejadalną dla lisów, kun i wielu innych drapieżników. Dlatego stosunkowo często spotyka się w terenie martwe ryjówki, zabite i natychmiast porzucone przez drapieżniki.
W Polsce podlega ochronie częściowej.